# Idioma saisiyat
El saisiyat (a veces escrito saisiat) es la lengua de los saisiyat, un pueblo indígena taiwanés. Es una lengua formosana de la familia austronesia. Tiene aproximadamente 4.750 hablantes.

## Distribución
La zona lingüística del saisiyat es pequeña, situada en el noroeste del país, entre las regiones del chino hakka y del atayal en las montañas (Wufeng, Hsinchu; Nanchuang y Shitan, Miaoli).
Existen dos dialectos principales: Ta'ai (Saisiyat del Norte) y Tungho (Saisiyat del Sur). El ta'ai se habla en Hsinchu y el tungho en Miao-Li.
El kulon, una lengua formosana extinguida, está estrechamente relacionada con el saisiyat, pero el lingüista taiwanés Paul Jen-kuei Li la considera una lengua aparte.

## Uso
Hoy en día, mil saisiyat no utilizan la lengua saisiyat. Muchos jóvenes utilizan en su lugar el hakka o el atayal, y pocos niños hablan saisiyat. Los hablantes de chino hakka, los hablantes de atayal y los hablantes de saisiyat conviven más o menos juntos. Muchos saisiyat son capaces de hablar saisiyat, hakka, atayal, mandarín y, a veces, también min nan. Aunque el saisiyat cuenta con un número relativamente elevado de hablantes, la lengua está en peligro.

## Ortografía
- a - [ä]
- ae - [æ]
- b - [β]
- e - [ə]
- ng - [ŋ]
- oe - [œ]
- s - [s/θ]
- S - [ʃ]
- y - [j]
- z - [z/ð]
- ' - [ʔ]

- aa/aː - [aː]
- ee/eː - [əː]
- ii/iː - [iː][1]

## Fonología

### Consonantes
|             | Labial | Labial | Alveolar | Alveolar | Postalveolar | Postalveolar | Dorsal | Dorsal | Glotal | Glotal |
| ----------- | ------ | ------ | -------- | -------- | ------------ | ------------ | ------ | ------ | ------ | ------ |
| Nasal       |        | m      |          | n        |              |              |        | ŋ      |        |        |
| Oclusiva    | p      |        | t        |          |              |              | k      |        | ʔ      |        |
| Fricativa   |        |        | s        | z        | ʃ            |              |        |        | h      |        |
| Aproximante |        | w      |          | l        |              | ɭ            |        | j      |        |        |
| Vibrante    |        |        |          | r        |              |              |        |        |        |        |

Nota ortográfica:
- /ɭ/ es una aproximante lateral retrofleja, mientras que /ʃ/ es una fricativa palatoalveolar.[2]

### Vocales
|             | Posterior | Central | Anterior |
| ----------- | --------- | ------- | -------- |
| Cerrada     | i         |         |          |
| Semicerrada |           |         | o        |
| Media       |           | ə       |          |
| Semiabierta | œ         |         |          |
| Abierta     | æ         | ä       |          |

## Gramática

### Sintaxis
Aunque también permite construcciones verbo-iniciales, el saisiyat es una lengua fuertemente sujeto-inicial (es decir, SVO), y está cambiando a una lengua acusativa, mientras que todavía tiene muchas características de ergatividad dividida (Hsieh & Huang 2006:91). El pazeh y el thao, también lenguas formosanas septentrionales, son las únicas otras lenguas formosanas que permiten construcciones SVO.
El sistema de mayúsculas y minúsculas de Saisiyat distingue entre sustantivos personales y comunes (Hsieh & Huang 2006:93).
| Tipo de sustantivo | Nominativo | Acusativo | Genitivo | Dativo     | Posesivo | Locativo  |
| ------------------ | ---------- | --------- | -------- | ---------- | -------- | --------- |
| Personal           | Ø, hi      | hi        | ni       | 'an-a      | 'ini'    | kan, kala |
| Común              | Ø, ka      | ka        | noka     | 'an noka-a | no       | ray       |

### Pronombres
El saisiyat posee un elaborado sistema pronominal (Hsieh & Huang 2006:93).
| Tipo de sustantivo | Nominative | Accusative    | Genitive | Dative    | Possessive | Locative |
| ------------------ | ---------- | ------------- | -------- | --------- | ---------- | -------- |
| 1ª SG              | yako/yao   | yakin/'iyakin | ma'an    | 'iniman   | 'amana'a   | kanman   |
| 2ª SG              | So'o       | 'iso'on       | niSo     | 'iniSo    | 'anso'o'a  | kanSo    |
| 3ª SG              | sia        | hisia         | nisia    | 'inisia   | 'ansiaa    | kansia   |
| 1ª PL (incl.)      | 'ita       | 'inimita      | mita'    | 'inimita' | 'anmita'a  | kan'ita  |
| 1 PL (excl.)       | yami       | 'iniya'om     | niya'om  | 'iniya'om | 'anya'oma  | kanyami  |
| 2 PL               | moyo       | 'inimon       | nimon    | 'inimon   | 'anmoyoa   | kanmoyo  |
| 3 PL               | lasia      | hilasia       | nasia    | 'inilasia | 'anlasiaa  | kanlasia |

### Verbos
Los siguientes son prefijos verbales en Saisiyat (Hsieh & Huang 2006:93).
| Tipos de foco         | I                | II   |
| --------------------- | ---------------- | ---- |
| Foco agente (FA)      | m-, -om-, ma-, Ø | Ø    |
| Foco paciente (FP)    | -en              | -i   |
| Foco locativo (FL)    | -an              | —    |
| Foco referencial (FR) | si-, sik-        | -ani |

Los verbos saisiyat pueden nominalizarse de las siguientes maneras.
|              | Nominalización lexical     | Nominalización sintáctica  | Temporal/Aspectual                            |
| ------------ | -------------------------- | -------------------------- | --------------------------------------------- |
| Agente       | ka-ma-V                    | ka-pa-V                    | Habitual, Futuro                              |
| Pciente      | ka-V-en, V-in-             | ka-V-en, V-in-             | Futuro (para ka-V-en), Perfectivo (for V-in-) |
| Locación     | ka-V-an                    | ka-V-an                    | Futuro                                        |
| Instrumental | ka-V, Ca-V (reduplicación) | ka-V, Ca-V (reduplicación) | Futuro                                        |